# Desa Sekaran (administrativ by i Indonesien, Jawa Timur, lat -7,64, long 111,92)
Desa Sekaran är en administrativ by i Indonesien.   Den ligger i provinsen Jawa Timur, i den västra delen av landet, 600 km öster om huvudstaden Jakarta.